# World RX de Italia 2014
El World RX de Italia 2014, oficialmente Rallycross of Italy fue la décima prueba de la Temporada 2014 del Campeonato Mundial de Rallycross. Se celebró del 27 al 28 de septiembre de 2014 en el Autodromo di Franciacorta ubicada en la comuna de Franciacorta, Lombardía, Italia.
La prueba fue ganada por Timmy Hansen quien consiguió la primera victoria de la temporada y de su carrera a bordo de su Peugeot 208 T16 , Richard Göransson término en segundo lugar en su Ford Fiesta ST y Petter Solberg finalizó tercero con su Citroën DS3.
En RX Lites, el noruego Daniel Holten consiguió su primera victoria en la temporada, fue acompañado en el podio por los suecos Kevin Eriksson  y Kevin Hansen.

## Supercar

### Series
| Pos.            | No. | Piloto                | Equipo                          | Auto            | H1   | H2   | H3   | H4   | Pts |
| --------------- | --- | --------------------- | ------------------------------- | --------------- | ---- | ---- | ---- | ---- | --- |
| 1               | 3   | Timmy Hansen          | Team Peugeot-Hansen             | Peugeot 208 T16 | 1º   | 4º   | 2º   | 1º   | 16  |
| 2               | 53  | Johan Kristoffersson  | Volkswagen Dealer Team KMS      | Volkswagen Polo | 2º   | 1º   | 5º   | 10º  | 15  |
| 3               | 11  | Petter Solberg        | PSRX                            | Citroën DS3     | 9º   | 10º  | 1º   | 2º   | 14  |
| 4               | 92  | Anton Marklund        | Marklund Motorsport             | Volkswagen Polo | 4º   | 2º   | 10º  | 4º   | 13  |
| 5               | 57  | Toomas Heikkinen      | Marklund Motorsport             | Volkswagen Polo | 7º   | 3º   | 6º   | 5º   | 12  |
| 6               | 1   | Timur Timerzyanov     | Team Peugeot-Hansen             | Peugeot 208 T16 | 6º   | 15º  | 4º   | 8º   | 11  |
| 7               | 4   | Robin Larsson         | Larsson Jernberg Motorsport     | Audi A1         | 5º   | 11º  | 13º  | 9º   | 10  |
| 8               | 88  | Henning Solberg       | Monster Energy World RX         | Citroën DS3     | 17º  | 6º   | 3º   | 13º  | 9   |
| 9               | 111 | Richard Göransson     | Olsbergs MSE                    | Ford Fiesta ST  | 22º  | 8º   | 9º   | 11º  | 8   |
| 10              | 15  | Reinis Nitišs         | Olsbergs MSE                    | Ford Fiesta ST  | 3º   | 7º   | 29º  | 16º  | 7   |
| 11              | 125 | Gigi Galli            | Olsbergs MSE                    | Ford Fiesta ST  | 8º   | 13º  | 8º   | 25º  | 6   |
| 12              | 13  | Andreas Bakkerud      | Olsbergs MSE                    | Ford Fiesta ST  | 28º  | 9º   | 17º  | 3º   | 5   |
| 13              | 5   | Pontus Tidemand       | EKS RX                          | Audi S1         | DNF  | 5º   | 7º   | 7º   | 4   |
| 14              | 24  | Tommy Rustad          | HTB Racing                      | Volvo C30       | 10º  | 28º  | 14º  | 14º  | 3   |
| 15              | 27  | Davy Jeanney          | Monster Energy World RX         | Citroën DS3     | 11º  | 16º  | 20º  | 20º  | 2   |
| 16              | 7   | Emil Öhman            | Öhman Racing                    | Citroën DS3     | 15º  | 24º  | 11º  | 19º  | 1   |
| 17              | 6   | Alexandre Theuil      | Alexandre Theuil                | Citroën DS3     | 13º  | 20º  | 16º  | 24º  |     |
| 18              | 25  | Jacques Villeneuve    | Albatec Racing                  | Peugeot 208     | 18º  | 35º  | 15º  | 6º   |     |
| 19              | 105 | Linus Westman         | Eklund Motorsport               | Saab 9-3        | 25º  | 14º  | 18º  | 17º  |     |
| 20              | 79  | Edward Sandström      | EKS RX                          | Audi S1         | 30.º | 22.º | 12.º | 12.º |     |
| 21              | 99  | Tord Linnerud         | Helmia Motorsport               | Renault Clio    | 12º  | 18º  | 21º  | 26º  |     |
| 22              | 30  | Morten Bermingrud     | Morten Bermingrud               | Citroën C4      | 14º  | 17º  | 33º  | 15º  |     |
| 23              | 8   | Peter Hedström        | Hedströms Motorsport            | Škoda Fabia     | 16º  | 23º  | 19º  | 23º  |     |
| 24              | 26  | Andy Scott            | Albatec Racing                  | Peugeot 208     | 19º  | 21º  | 28º  | 21º  |     |
| 25              | 49  | René Münnich          | All-Inkl.com Münnich Motorsport | Audi S3         | 21º  | 19º  | 31.º | 22º  |     |
| 26              | 37  | Pavel Koutný          | Czech National Team             | Ford Fiesta     | 24º  | 29º  | 25º  | 27º  |     |
| 27              | 66  | Derek Tohill          | LD Motorsports World RX         | Citroën DS3     | 20º  | 25º  | 23º  | DNF  |     |
| 28              | 102 | Tamás Kárai           | Racing-Com                      | Škoda Fabia     | 32º  | 26º  | 34º  | 18º  |     |
| 29              | 46  | Christian Giarolo     | Christian Giarolo               | Ford Focus      | 26.º | 30.º | 26.º | 28.º |     |
| 30              | 95  | Simone Romagna        | PSRX                            | Citroën DS3     | 29º  | 33º  | 22º  | DNF  |     |
| 31              | 74  | Jérôme Grosset-Janin  | Jérôme Grosset-Janin            | Renault Clio    | 23º  | 12º  | DNS  | DNS  |     |
| 32              | 21  | Bohdan Ludwiczak      | Now or Never                    | Ford Fiesta     | 31.º | 34º  | 32º  | 29º  |     |
| 33              | 104 | Attila Mozer          | Nyirad Motorsport               | Škoda Fabia     | 27.º | 31.º | 30.º | DNF  |     |
| 34              | 31  | Tore Kristoffersen    | Tore Kristoffersen              | Ford Fiesta     | DNF  | 27º  | 24º  | DNF  |     |
| 35              | 54  | Jos Jansen            | JJ Racing                       | Ford Focus      | DNF  | 32º  | 27º  | DNF  |     |
| 36              | 48  | Lukas Walfridson      | Helmia Motorsport               | Renault Clio    | DNF  | DNS  | DNS  | DNS  |     |
| EXC             | 63  | Roman Stepanenko      | TT Motorsport                   | Citroën C4      | EXC  | EXC  | EXC  | EXC  |     |
| EXC             | 103 | Erwin Untersalmberger | Erwin Untersalmberger           | Ford Fiesta     | EXC  | EXC  | EXC  | EXC  |     |
| Reporte Oficial |     |                       |                                 |                 |      |      |      |      |     |

### Semifinales
Semifinal 1
| Pos.            | No. | Piloto            | Equipo                      | Tiempo    | Pts |
| --------------- | --- | ----------------- | --------------------------- | --------- | --- |
| 1               | 3   | Timmy Hansen      | Team Peugeot-Hansen         | 04:55.935 | 6   |
| 2               | 11  | Petter Solberg    | PSRX                        | +1.421    | 5   |
| 3               | 111 | Richard Göransson | Olsbergs MSE                | +5.238    | 4   |
| 4               | 125 | Gigi Galli        | Olsbergs MSE                | +8.499    | 3   |
| 5               | 57  | Toomas Heikkinen  | Marklund Motorsport         | +25.366   | 2   |
| 6               | 4   | Robin Larsson     | Larsson Jernberg Motorsport | +38.689   | 1   |
| Reporte Oficial |     |                   |                             |           |     |

Semifinal 2
| Pos.            | No. | Piloto               | Equipo                     | Tiempo    | Pts |
| --------------- | --- | -------------------- | -------------------------- | --------- | --- |
| 1               | 1   | Timur Timerzyanov    | Team Peugeot-Hansen        | 04:58.626 | 6   |
| 2               | 13  | Andreas Bakkerud     | Olsbergs MSE               | +0.320    | 5   |
| 3               | 53  | Johan Kristoffersson | Volkswagen Dealer Team KMS | +1.049    | 4   |
| 4               | 88  | Henning Solberg      | Monster Energy World RX    | +3.069    | 3   |
| 5               | 15  | Reinis Nitišs        | Olsbergs MSE               | +2.651    | 2   |
| 6               | 92  | Anton Marklund       | Marklund Motorsport        | +54.243   | 1   |
| Reporte Oficial |     |                      |                            |           |     |

### Final
| Pos.            | No. | Piloto               | Equipo                     | Tiempo     | Pts |
| --------------- | --- | -------------------- | -------------------------- | ---------- | --- |
| 1               | 3   | Timmy Hansen         | Team Peugeot-Hansen        | 04:55.473  | 8   |
| 2               | 111 | Richard Göransson    | Olsbergs MSE               | +6.361     | 5   |
| 3               | 11  | Petter Solberg       | PSRX                       | +31.410    | 4   |
| 4               | 1   | Timur Timerzyanov    | Team Peugeot-Hansen        | +57.682    | 3   |
| 6               | 53  | Johan Kristoffersson | Volkswagen Dealer Team KMS | +5 Vueltas | 2   |
| 6               | 13  | Andreas Bakkerud     | Olsbergs MSE               | +6 Vueltas | 1   |
| Reporte Oficial |     |                      |                            |            |     |

## RX Lites

### Series
| Pos.            | No. | Piloto             | Equipo                  | H1  | H2  | H3  | H4  | Pts |
| --------------- | --- | ------------------ | ----------------------- | --- | --- | --- | --- | --- |
| 1               | 13  | Daniel Holten      | Daniel Holten           | 2º  | 3º  | 1º  | 1º  | 16  |
| 2               | 81  | Kevin Hansen       | Kevin Hansen            | 1º  | 1º  | 2º  | DNF | 15  |
| 3               | 39  | Kevin Eriksson     | Olsbergs MSE            | 3º  | 2º  | 3º  | 2º  | 14  |
| 4               | 55  | Alexander Westlund | Westlund Entreprenad AB | 4º  | 4º  | 4º  | 9º  | 13  |
| 5               | 44  | Piero Longhi       | Olsbergs MSE            | 5º  | 5º  | 10º | 3º  | 12  |
| 6               | 40  | Fatih Kara         | Toksport WRT            | 6º  | 8º  | 6º  | 7º  | 11  |
| 7               | 9   | Jaochim Hvaal      | Jaochim Hvaal           | 7º  | 7º  | DNF | 5º  | 10  |
| 8               | 96  | Yigit Timur        | Toksport WRT            | 11º | 11º | 7º  | 4º  | 9   |
| 9               | 29  | Mark Wallenwein    | JC Raceteknik           | 8º  | 6º  | DNF | 6º  | 8   |
| 10              | 51  | Sandra Hultgren    | Olsbergs MSE            | 9º  | 12º | 9º  | 8º  | 7   |
| 11              | 52  | Simon Olofsson     | Simon Olofsson          | DNF | 9º  | 5º  | DNF | 6   |
| 12              | 22  | Koen Pauwels       | SET Promotion           | 10º | 10º | 8º  | DNF | 5   |
| Reporte Oficial |     |                    |                         |     |     |     |     |     |

### Semifinales
Semifinal 1
| Pos.            | No. | Piloto          | Equipo         | Tiempo    | Pts |
| --------------- | --- | --------------- | -------------- | --------- | --- |
| 1               | 13  | Daniel Holten   | Daniel Holten  | 05:10.909 | 6   |
| 2               | 39  | Kevin Eriksson  | Olsbergs MSE   | +1.908    | 5   |
| 3               | 44  | Piero Longhi    | Olsbergs MSE   | +2.834    | 4   |
| 4               | 29  | Mark Wallenwein | JC Raceteknik  | +9.854    | 3   |
| 5               | 52  | Simon Olofsson  | Simon Olofsson | +24.810   | 2   |
| 6               | 9   | Jaochim Hvaal   | Jaochim Hvaal  | +43.218   | 1   |
| Reporte Oficial |     |                 |                |           |     |

Semifinal 2
| Pos.            | No. | Piloto             | Equipo                  | Tiempo     | Pts |
| --------------- | --- | ------------------ | ----------------------- | ---------- | --- |
| 1               | 81  | Kevin Hansen       | Kevin Hansen            | 05:08.269  | 6   |
| 2               | 96  | Yigit Timur        | Toksport WRT            | +4.979     | 5   |
| 3               | 40  | Fatih Kara         | Toksport WRT            | +8.618     | 4   |
| 4               | 51  | Sandra Hultgren    | Olsbergs MSE            | +18.424    | 3   |
| 5               | 22  | Koen Pauwels       | SET Promotion           | +25.363    | 2   |
| 6               | 55  | Alexander Westlund | Westlund Entreprenad AB | +6 Vueltas | 1   |
| Reporte Oficial |     |                    |                         |            |     |

### Final
| Pos.            | No. | Piloto         | Equipo        | Tiempo    | Pts |
| --------------- | --- | -------------- | ------------- | --------- | --- |
| 1               | 13  | Daniel Holten  | Daniel Holten | 05:08.620 | 8   |
| 2               | 39  | Kevin Eriksson | Olsbergs MSE  | +0.325    | 5   |
| 3               | 81  | Kevin Hansen   | Kevin Hansen  | +0.899    | 4   |
| 4               | 44  | Piero Longhi   | Olsbergs MSE  | +6.002    | 3   |
| 5               | 96  | Yigit Timur    | Toksport WRT  | +6.676    | 2   |
| 6               | 40  | Fatih Kara     | Toksport WRT  | +10.942   | 1   |
| Reporte Oficial |     |                |               |           |     |